# Разузнавателна организация на ВМРО
Разузнавателната организация на ВМРО действа от 1925 година, но официално е създадена през 1926 година като спомагателен орган на ВМРО.
През януари ЦК на ВМРО обсъжда подробен проект, изработен от Александър Протогеров и взема решение за създаване на постоянна разузнавателна служба. По този повод е изпратена инструкция до завеждащите революционните окръзи на ВМРО, Задграничното представителство, ръководствата на ММТРО и ММС. В инструкцията се казва, че в бъдеще най-важната служба в организацията ще бъде разузнаването. Разузнаването на ВМРО следи контрачетите от Сдружението против българските бандити и Гръцкия македонски юмрук. Обект на разузнавателната дейност са сръбските и гръцките училища и просветни дружества. Особено внимание разузнаването отделя на ренегатите и на колонистите. На ММТРО се поставя задача да изучава и анализира всички средства, които се употребяват за денационализиране на българското население. Задграничното представителство според инструкцията, следи и противодейства на сръбското и гръцкото разузнаване главно в България. За тази цел то разполага със своя тайна полиция. От втората половина на 1926 г., започва да излиза „Разузнавателен бюлетин на ВМРО“, който захранва с информация пропагандния фронт на ВМРО в България и чужбина. Ефикасността на Разузнавателната служба намалява след появилите се противоречия между членовете на ЦК на ВМРО през 1927 – 1928. Дейността ѝ замира окончателно след убийството на нейния създател генерал Протогеров на 7 юли 1928 г.
За главни разузнавачи в Битолския революционен окръг са назначени: Битолска околия – Александър Ефтимов, Прилепска – Тодор Адамов, Ресенска – Никола Мильовски, Охридска – Христо Чорбев, за Стружка – Христо Миладинов, за Крушовска – Васил Клисаров, Кичевска – Силко Цветков, Дебърска – Гиче Лазаров, за Кичевска – Тасе Димитров, за Леринска – Иван Трайков, за Костурска – Дамян Илиев и Кр. Лячев, за Преспата – Герман Петров, за Смилево – Тасе Дельов и Алексо Стефанов.